# Man tänker sitt
Man tänker sitt är en svensk dramafilm från 2009 i regi av Henrik Hellström och Fredrik Wenzel. I rollerna ses bland andra Sebastian Eklund, Jörgen Svensson och Hannes Sandahl.

## Om filmen
Inspelningen ägde rum sommaren 2006 i Falkenberg med Erika Wasserman som producent och Wenzel som fotograf. Musiken komponerades av Erik Enocksson och filmen klipptes av Hellström, Wenzel och Janus Billeskov Jansen (klippkonsult). Den premiärvisades den 7 februari 2009 på Berlins filmfestival och hade biopremiär 28 augusti samma år. Den utgavs på DVD 2010.
Man tänker sitt belönades med en "Gold Plaque" vid Chicago International Film Festival 2010 för bästa filmaffisch (gjord av Robert Czerniawski).

## Handling
Filmen handlar om 11-årige Sebastian som bor med sin mamma. Från toppen av kullen på lekplatsen observerar han grannskapet. Han ser Jimmy som bor hemma hos sina föräldrar trots att han själv har barn, Anders som fått bygglov till en carport och Mischa som letar efter fisk. Han ser även hur växtligheten äter sig in i betong och asfalt och långsamt spräcker den.

## Rollista
- Sebastian Eklund – Sebastian, "Sebbe"
- Jörgen Svensson – Jimmy
- Hannes Sandahl – Anders
- Marek Kostrzewski – Mischa
- Bodil Wessberg – mamma
- Silas Francéen – Silas

## Mottagande
Filmen har medelbetyget 3,4/5 på sajten Kritiker.se, som sammanställer recensioner av bland annat film, baserat på arton recensioner. Till de mer positiva recensioner hörde Moviezine (5/5), Dagens Nyheter (5/5) och Svenska Dagbladet (5/6). Till de mer negativa hörde Aftonbladet (2/5), Expressen (2/5) och TV4 Nyhetsmorgon (2/5).